# Вуорилампи
Ву́орила́мпи (карел. Vuorilambi, фин. Vuorilampi) — деревня в Питкярантском районе Республики Карелия. Входила в упразднённое в 2023 году Импилахтинское сельское поселение.

## Общие сведения
Расположена на юго-западном берегу озера Вуорилампи вблизи автодороги Сортавала — Олонец.

## Население
| 2002 | 2009 | 2010 | 2013 |
| ---- | ---- | ---- | ---- |
| 0    | →0   | →0   | →0   |